# Каменка-Геолог
Ка́менка-Гео́лог (рос. Каменка-Геолог) — селище у складі Верхньотуринського міського округу Свердловської області.
Населення — 41 особа (2010, 72 у 2002).
Національний склад станом на 2002 рік: росіяни — 90 %.
Засноване 10 листопада 1996 року для робітників Уральської надглибокої свердловини.